# Dansk Vandrelaug
Dansk Vandrelaug (DVL) er en landsforening oprettet i 1930. Der er over 9.500 medlemmer i 20 lokalforeninger, der hver især har en selvstændig bestyrelse og egen formand.
Vandrelauget gennemfører knap 2.500 guidede vandreture om året i det meste af landet.
Det er foreningens formål at skabe et bredt tilbud af fritidsaktiviteter med hovedvægten på vandring.

## Historie
Dansk Vandrelaug blev stiftet den 18. maj 1930, da en indbudt flok på 20 personer med Stig Hansen som initiativtager tog til Lille Gribsø i hjertet af Gribskov nord for Hillerød i Nordsjælland.

## Diverse
Stiudvalget arbejder bl.a. med  Fjernvandreveje, kvalitetsvandreveje og stier  samt vandrestier generelt 